# Västerås kallbadhus
Västerås kallbadhus var ett kallbadhus i Västerås i Västmanland. Den senaste upplagan av kallbadhuset byggdes 1922 och revs efter en brand 1948. Ett äldre kallbadhus hade dock byggts på samma plats redan i slutet av 1800-talet, och finns avbildat på en akvarell av Rudolf Gagge från 1886.
Badhuset var placerat i Mälaren strax utanför Svartåns mynning i centrala staden, och nåddes via en långsträckt brygga.  En av de föreningar som använde badhuset var Västerås Simsällskap, VSS.
Under 2010-talet har frågan väckts politiskt om att återuppbygga badhuset.

## Fotnoter
1. ↑  ”Västerås gamla kallbadhus 1886”. http://www.anderslif.se/gaggevykort.jpg.
2. ↑  http://www.anderslif.se/hamnmedbadhus-1205187634.jpg
3. ↑  ”VSS Historia”. Västerås Simsällskap. 2 augusti 2010. Arkiverad från originalet den 2 maj 2013. https://archive.is/20130502163058/http://www.vasterassim.nu/index.php/vss-100ar/vss-historia.html. Läst 7 januari 2013.
4. ↑  ”Arkiverade kopian”. vlt.se. 15 mars 2011. Arkiverad från originalet den 20 mars 2011. https://web.archive.org/web/20110320053511/http://vlt.se/nyheter/vasteras/1.1136830-s-vill-ha-kallbadhus. Läst 7 januari 2013.